# Natalie Bennett
Natalie Louise Bennett, född 10 februari 1966 i Eastwood, Sydney, Australien, är en brittisk politiker och journalist. 1999 flyttade hon till England där hon fortsatte den journalistiska bana hon påbörjat i Australien. Hon gick med i Green Party of England and Wales 2006 och blev partiledare för partiet i september 2011. Som journalist har hon arbetat för Bangkok Post, The Telegraph, The Independent, The Times och Guardian Weekly..

## Politik
Natalie Bennet och det parti hon företräder vill fokusera på bastrygghet, miljö- och energireformer och ökad sysselsättning. Hon menar att partiet har ett stort politiskt utrymme i den brittiska politiken, inte minst på grund av Labours förflyttning till höger under "New Labour"-epoken. Aborträtt, jämställdhetsfrågor och asylfrågor är andra områden hon arbetat med som politiker. Hon har också gått ut med idén att alla i landet skall få 72 pund i veckan i ovillkorlig basinkomst.